# Orco Feglino
Orco Feglino é uma comuna italiana da região da Ligúria, província de Savona, com cerca de 814 habitantes. Estende-se por uma área de 17 km², tendo uma densidade populacional de 48 hab/km². Faz fronteira com Calice Ligure, Finale Ligure, Mallare, Quiliano, Vezzi Portio.

## Demografia
| Variação demográfica do município entre 1861 e 2011                               |
|                                                                                   |
| Fonte: Istituto Nazionale di Statistica (ISTAT) - Elaboração gráfica da Wikipedia |